# Larry Campbell
Larry Campbell (* 21. února 1955, New York City, New York, USA) je americký hudební producent a multiinstrumentalista, hrající na kytaru, baskytaru, mandolínu, housle a buzuki. Spolupracoval například s Bobem Dylanem, Philem Leshem, Sheryl Crow, Rosanne Cash, B. B. Kingem nebo Willie Nelsonem a mnoha dalšími.